# 어스틴 마든

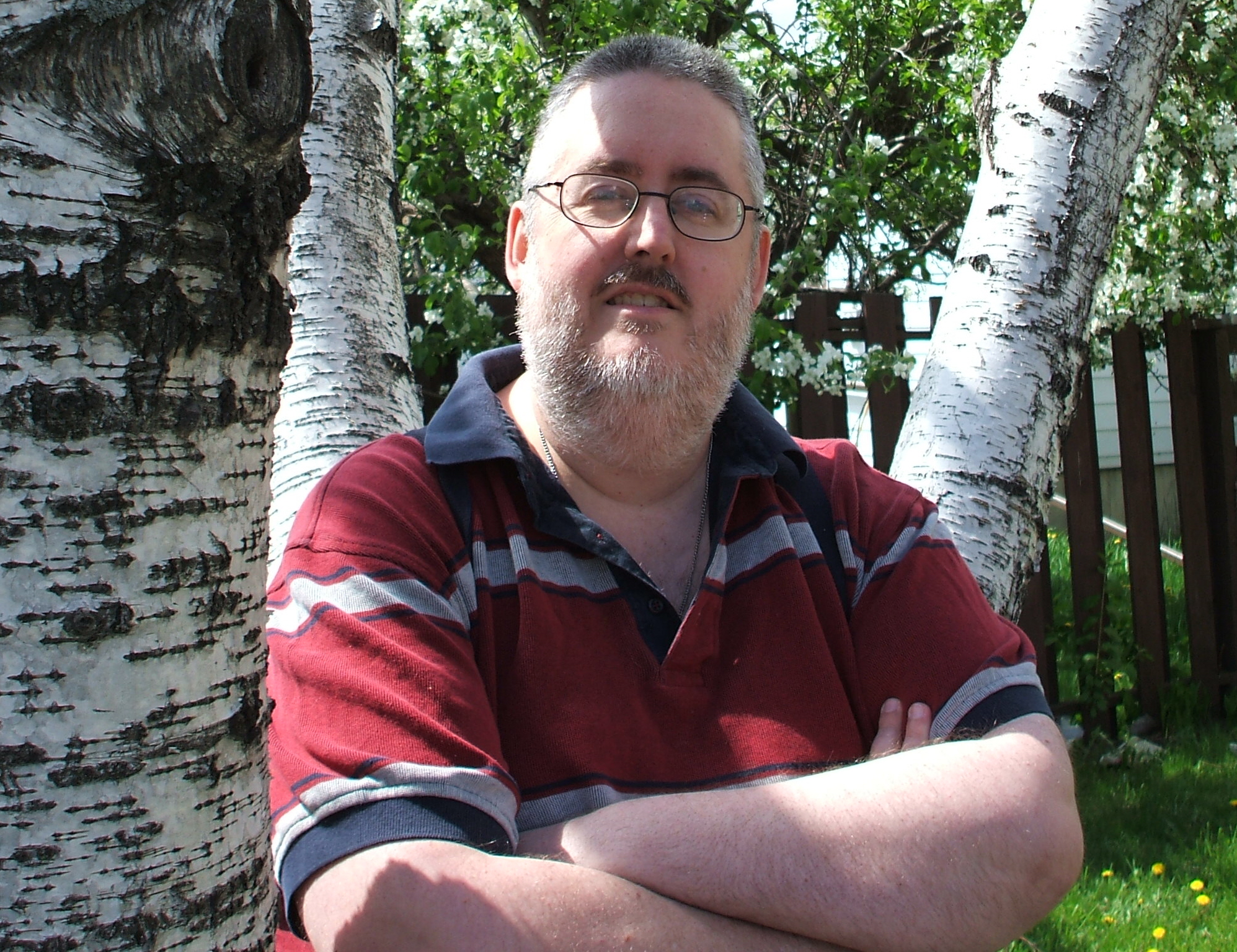

어스틴 알버트 마든 (Austin Albert Mardon, CM Ph.D.) (1962년 6월 25일 ~ )은 작가, 커뮤니티 리더, 정신 건강 옹호자이다. 그는 캐나다에 위치한 앨버타 대학의 John Dossetor 건강 윤리 센터의 조교수이다. 80년대 중반에 그는 앨버타주 에드먼턴에 기반을 둔 비영리 단체 인 캐나다 남극 연구소를 설립했으며 현재도 여전히 이 기관을 이끌고 있다. 그는 현재 변호사이자 활동가인 캐서린 마든 (Catherine Mardon) 과 결혼했으며 그녀와 함께 여러 권의 책을 공동 저술했다.

## 전기

### 가족력
어스틴 마든의 친할아버지인 Austin Mardon은 캠브리지 대학에 재학 후 비교 고전 및 역사 교수가 되었다. 친할아버지는 아내 Marie와 함께 스코틀랜드의 Ardross Castle 을 구입했으며 1983년까지 Mardon 가문에 남아 있었다.

### 초기
마든박사는 1962년 앨버타주 에드먼턴에서 May와 Ernest George Mardon 사이에서 태어났다. 마든박사는 레스브리지에서 자랐고 현재 에드먼튼에 거주하고 있다.
어린 시절 마든박사는 종종 아팠고 학교에서 많은 괴롭힘을 당했었다. 이 기간 동안 그는 어머니, 여동생과 함께 하와이에서 많은 겨울을 보냈다. 10대 후반에 마든박사는 스코틀랜드에 살면서 그르노블 대학교 에 다녔다.
그 후 마든박사는 캐나다로 돌아와 레스브리지 대학교에 다녔다. 이곳에서 그는 지리학을 전공했다. 그는 또한 서스캐처원주 던던 에 있는 캐나다군 기지에서 기초 훈련을 받고 캐나다 예비 예비군에서 복무했었다.

### 교육
마든박사는 1985년에 레스브리지 대학교에서 문화지리학을 전공으로 졸업했다. 그는 사우스다코타 주립대학교에서 대학원생이 되어 우주 연구 프로그램에도 참여했으며 1988년에 이학 석사 학위를 받았다. 그는 또한 1990년 텍사스 A&M 대학교에서 교육학 석사 학위를 받았다. 정신분열증 진단을 받은 후 그는 그리니치 대학에서 박사 학외를 받았다. 그는 Newman Theological College, Kharkov National University 및 University of South Africa에서 다른 학위를 취득했다. 그는 2011년  앨버타 대학교에서 명예법학 학위(LL. D.)를 받았다.

### 직업
1986년 사우스다코타 주립대학교에서 대학원 과정을 수행하던 중 마든박사는 NASA 와 국립과학재단의 1986-87 남극 운석 탐사의 일원으로 초대되었다. 그의 팀이 수백 개의 운석을 발견했을 때 남극 정거장에서 170마일 떨어져 있었다. 체류하는 동안 환경 노출로 인해 그의 폐가 손상되고 영구적인 기침이 발생했다. 그는 그의 노력과 위험에 대한 공로로 남극 서비스 메달 을 받았다.
앨버타로 돌아온 그는 캘거리 대학교와 레스브리지 대학교에서 남극 대륙에 대해 강의했다. 그는 북부 시베리아에서 캐나다 북극의 엘즈미어 섬까지 가는 캐나다/소련 북극 횡단의 일원이 되기 위해 인터뷰를 확보했지만 그 탐험에 실패했다.
그는 Northwest Territories의 Resolute 근처에서 캐나다 북극에서 실패한 운석 회수 원정대의 일원이었고, 지역 주민들과의 대화와 운석에 대한 이누이트의 생각에 대한 논문을 썼다. 그는 또한 80년대 후반에 아르헨티나 남극 탐험대에 합류할 예정이었으나 아르헨티나 남극 기지에서 발생한 화재로 그의 회원 자격이 취소되었다.
천문학에 대한 그의 가장 중요한 공헌 중 하나는 그가 Anglo-Saxon Chronicle 연대기에 쓴 일련의 기사이다. 이 연대기는 중세 시대 영국에서 일어난 다양한 사건에 대한 해설이다. 중세 학자인 그의 아버지의 도움으로 마든박사는 연대기에 기록된 2개의 유성우뿐만 아니라 천문학 문헌에는 언급되지 않은 11개의 혜성 사건을 연대기에서 발견했다.
1991년, Mardon 박사는 소련 지리학회가 후원하는 남극 탐험에 초대되었다. 그는 모스크바 로 여행을 가서 몇몇 원정대 관리들을 만났고, 정보가 거의 없고 이상한 숙박 시설로 이상한 환영을 받았다. 그는 곧 자신이 당국의 의심을 받고 있다는 사실을 알게 되었고 처음에는 GRU 에, 그 다음에는 KGB에 체포되었다. 마든박사는 심문을 받고 잠시 억류된 후 가이드일 뿐만 아니라 스파이 또는 경비원이 될 수 있는 호위와 함께 모스크바의 거리를 배회해야 했다. 마든박사는 모스크바에서 참담한 경험을 한 후 마침내 캐나다로 돌아갈 수 있는 통로를 확보했고, 결국 모스크바로부터 공식 사과 편지를 받았다.
1992년 마든박사는 정신분열증 진단을 받았다. 진단을 받은 후 마든박사는 정신 질환자들을 위한 활동가로 일하기 시작했다. 마든박사는 정신 질환에 관해 여러 권의 책을 저술했으며 정신 건강 옹호자로서의 그의 일에 대해 여러 영예와 상을 받았다. 2011년에 캐나다 의학 협회(CMA)는 "[...] 의학 연구 및 교육 발전에 대한 개인적 공헌"을 인정하여 마든박사에게 CMA 명예 훈장을 수여했다. CMA 회장인 Jeff Turnbull은 마든박사에게 메달을 수여하는 것과 관련하여 다음과 같이 이야기했다.“마든박사는 캐나다인이 정신 질환에 대한 문제를 더 잘 이해할 수 있도록 돕기 위해 끊임없이 노력했습니다. 자신의 경험을 용감하게 공개적으로 이야기함으로써 그는 이 나라의 그늘에서 정신 질환을 유도하는 데 진정으로 변화를 가져오고 있습니다." 마든박사는 2006년 캐나다 훈장을 수여하면서 가장 권위 있는 영예를 얻었다.
2019년 2월 기준으로 마든박사는 래스브리지 대학교 상원 의원으로 재직하고 있다.

## 참고 문헌
어스틴 마든은 50권의 책을 편집, 저술 및 자체 출판했다. 그는 캐나다 정치, 역사, 정신 건강, 과학, 지리, 소설 및 아동 소설뿐만 아니라 수많은 학술 기사와 초록에 관한 책을 출판했다. 그의 저작물 중 많은 부분이 정신 질환에 대한 주제를 다루며 특히 장애인 지원에 중점을 둔다.

### 논픽션
- 지리학적 사고의 발전에 대한 헤로도토스의 공헌에 대한 고찰 (1990. 2011년 재인쇄)[12]
- 스코틀랜드 서부 섬에 대한 설명 (1990, 번역가, Ernest Mardon과 함께)[12]
- 앨버타 사법사 사전 (1990, Ernest Mardon과 함께)[12]
- 국제법 및 우주 구조 시스템 (1991)[12]
- 켄싱턴 스톤 및 기타 에세이 (1991)[12]
- 소용돌이 속의 과도기 (1991)[12]
- 새벽의 사람들: 노스웨스트 테리토리의 앨버타 정치인 및 제1차 앨버타 총선 후보 (1991, Ernest Mardon과 함께)[12]
- 모스크바의 내리막 길과 질주(1992년, 어니스트 마돈과 함께)[12]
- 앨버타 총선 반환 및 후속 보궐선거, 1882-1992, 앨버타의 다큐멘터리 유산 협회 (1993, Ernest Mardon과 함께)[12]
- Edmonton 정치 전기 사전, 1882-1990: 진행 중인 작업 (1993, Ernest Mardon과 함께)[12]
- 알버타 정치인의 전기 사전 (1993, Ernest Mardon과 함께)[12]
- 앨버타 집행 위원회, 1905-1990 (1994, 공동 저자)[12]
- 혼자 혁명에 맞서 (1996, MF Korn과 함께)[12]
- 초기 가톨릭 성도 (1997, 공동 저자)[12]
- 후기 기독교 성도 (1997, 공동 저자)[12]
- 어린 시절 추억과 크리스마스 과거의 전설 (1998, 공동 저자)[12]
- United Farmers of Alberta (1999, 공동 저자)[12]
- 광기의 기계 (2003, 케나 맥키넌과 함께)[13]
- 천 년에 걸친 영어 중세 좌표계 참조 (2008, Ernest Mardon 및 Cora Herrick)[14]
- 2004 정치인 (2009, Ernest Mardon과 함께)[15]
- 스코틀랜드 서부 섬에 대한 설명 (2009, Ernest Mardon과 함께)[16]
- 국제법의 맥락에서 우주 구조 시스템 (2009)[17]
- 앨버타 선거 반환, 1887-1994 (2010, Ernest Mardon과 함께)[18]
- 앨버타의 커뮤니티 지명 (2010, Ernest Mardon과 함께)[19]
- 앨버타의 사법 리더십 (2011, Ernest Mardon과 함께)[20]
- Alberta Politics에 대한 Mormon Contribution(2판) (2011, Ernest Mardon과 함께)[21]
- 앨버타의 정치 리더십 매핑 (2011, Ernest Mardon 및 Joseph Harry Veres와 함께)[22]
- 알버타의 정치 개척자 (2011, Ernest Mardon과 함께)[23]
- 알버타 민족 독일 정치인 (2011, Ernest Mardon 및 Catherine Mardon과 함께)[24]
- 장애인을 위한 재정적 안정성 (2012, Shelley Qian 및 Kayle Paustian과 함께)[25]
- 알버타 1905-1921년 권력의 자유주의자 (2012, Ernest Mardon과 함께)[26]
- 프로비던스에서 설계 (2012, Ernest Mardon 및 Claire MacMaster와 함께)[27]
- Who's Who in Federal Politics in Alberta (2012, Ernest Mardon과 함께)[28]
- 이름에 무엇이 있습니까? (2012, 어니스트 마돈과 함께)[29]
- 알버타 선거구의 역사와 기원 (2012, Catherine Mardon과 함께)[30]
- 제임스 브리디의 희곡에 나타난 개인과 사회의 갈등 (2012, 어니스트 마돈과 함께)[31]
- 앨버타 가톨릭 정치인 (2012, Ernest Mardon과 함께)[32]
- 모자장수와 함께하는 차 (2012, Erin Campbell과 함께)[33]
- 레스브리지 정치인: 연방, 지방 및 시민(2판) (2013, Ernest Mardon 공저)[34]
- 알버타 성공회 정치인 (2013, Ernest Mardon과 함께)[35]
- 알버타의 정치 네트워크: 1905-1992(2판) (2014)[36]

### 아동 도서
- 어린이를 위한 많은 기독교 성도 (1997, 공동 저자)[12]
- 어린이를 위한 초기 성도 및 기타 성도 이야기 (2011, May Mardon 및 Ernest Mardon과 함께)[37]
- 키티가 유령을 만났을 때 (2판) (2012, Ernest Mardon과 함께)[38]
- 벽을 뚫을 수 있는 소녀 (2012, 어니스트 마돈과 함께)[39]
- Gandy와 Parker Escape the Zoo: An Illustrated Adventure (2013, Catherine Mardon과 함께)[40]
- 일주일 동안의 성장 (2014, Catherine Mardon, Aala Abdullahi 및 Agata Garbowska와 함께)[41]
- 간디와 생도 (2015, 캐서린 마돈과 함께)[42]
- Gandy and the Man in White (2016, Catherine Mardon과 함께)[43]

## 수상 및 영예
- 남극공로훈장 - 미 의회 (해군) - 1987[44]
- 애든버러 공작상 - 동상 l- 1987[44]
- 텍사스 주 선언문 #51, 텍사스 주회 - 1988[44]
- 캐나다 총독 상 (Governor Generals Caring Canadian Award- 1996, presented 1999)[45]
- 나딘 스털링 상, 캐나다 정신 건강 협회 - 앨버타 1999[44]
- Flag of Hope Award, 캐나다 정신분열병 학회- 2001[5]
- 2002년 레스브리지 대학교의 우수 동문상[5]
- 엘리자베스 2세 여왕 골든 쥬빌리 메달 - 2002[46]
- Queen Elizabeth II Golden Jubilee Medal- 2002[47]
- 앨버타 100주년 메달 - 2005
- Ron LaJeunnesse 리더십 상, Canadian Mental Health Association- Edmonton 2005[44]
- Order of St. Sylvester - 2017[48]
- Order of Canada, Member- October 2006, Invested- October 2007[49]
- Bill Jefferies Family Award, Schizophrenia Society of Canada- 2007[46]
- C.M. Hincks Award, Canadian Mental Health Association- National Division- 2007[46]
- Best National Editorial, Canadian Church Press- 2010 for Western Catholic Reporter article[50]
- Medal of Honour, Alberta Medical Association- October 2010[51]
- Mental Health Media Award, Canadian Mental Health Association-Alberta October 2010 for AHE Edmonton Journal articles[50]
- Honorable Kentucky Colonel- Commonwealth of Kentucky April 2011[50]
- Honorary Doctorate, L.L.D., University of Alberta- 10 June 2011[52]
- Medal of Honour, Canadian Medical Association- 25 August 2011[53]
- Catherine & Austin Mardon CM Schizophrenia Award permanently endowed at U of Alberta for $500 per annum 2012[54]
- Dr's Catherine & Austin Mardon CM Student Award Bursary established at Newman Theological College 2012[50]
- Queen Elizabeth II Diamond Jubilee Medal- Presented 28 May 2012[55]
- Catherine & Austin Mardon CM Schizophrenia Award endowed at Norquest College for $1,000 per annum August 2013[56]
- Honorary Doctorate, L.L.D., University of Lethbridge, 19 June 2014
- 명예 사회 복지사, Alberta College of Social Workers, April 2015
- 마든박사는 2014년에 특별 선출 펠로우로 캐나다 왕립 협회에 선출되었다.[57]
- Order of St.Sylvester (2017)[48]